# پتروویتسه و سوشیتسه
پتروویتسه و سوشیتسه (به چکی: Petrovice u Sušice) یک منطقهٔ مسکونی در جمهوری چک است که در ناحیه کلاتووی واقع شده‌است. پتروویتسه و سوشیتسه ۲۶٫۵۹ کیلومتر مربع مساحت و ۶۰۴ نفر جمعیت دارد و ۵۵۸ متر بالاتر از سطح دریا واقع شده‌است.